# Muni (Fluss)
Der Muni (spanisch Río Muni) ist ein Fluss an der Westküste Äquatorialafrikas. Er bildet ein Stück der Grenze zwischen Äquatorialguinea und Gabun.

## Lage
Der Fluss befindet sich auf dem Festlandteil Äquatorialguineas, welcher nach dem Fluss ebenfalls als Rio Muni bezeichnet wird. Der Fluss ist nur einige Kilometer lang. Trotz der gewaltigen Erscheinung an der Mündung handelt es sich dabei um ein Ästuar mehrerer kleinerer Flüsse vergleichbar mit dem Wouri-Ästuar. In ihn münden aus Äquatorialguinea: Mitong, Temboni (Mitemle, Mitimele, Utamboni, Metemboni, Ntambounay), Mandyani, Mven und Congue; aus Gabun: Noya (Noyo).
Der Muni mündet in die Bucht von Corisco, die ein Teilgewässer der Bucht von Bonny ist.

## Schutzgebiete
Praktisch das gesamte Muni-Ästuar wurde als Schutzgebiet unter die Ramsar-Konvention gestellt unter der Nummer 1311. Das 800 km² große Gebiet beherbergt neben Elefanten und Affen das seltene Afrikanische Manati.

## Entdeckungsgeschichte
Der Afrikaforscher Paul Belloni Du Chaillu hinterließ als erster Aufzeichnungen über die Region, als er auf seiner ersten Reise den Muni und den Temboni Unterlauf erkundete.